# Salva Ballesta
Salva Ballesta, właśc. Salvador Ballesta Vialco (ur. 25 maja 1975 roku w Saragossie) – były hiszpański piłkarz występujący na pozycji napastnika.

## Kariera klubowa
Salva Ballesta zawodową karierę rozpoczynał w 1995 roku w klubie Sevilla FC. W przerwie sezonu 1995/1996 trafił do drużyny Écija Balompié, jednak jeszcze przed zakończeniem rozgrywek powrócił do Sevilli. W sezonie 1996/1997 Ballesta strzelił 12 bramek i był najskuteczniejszym strzelcem zespołu. Dla „Sevillistas” hiszpański napastnik rozegrał łącznie 64 ligowe pojedynki i zdobył 25 goli.
Latem 1998 roku odszedł do Racingu Santander. W debiutanckim sezonie w nowym klubie pełnił rolę rezerwowego i wystąpił w 16 ligowych spotkaniach. W kolejnych rozgrywkach Salva grał już w podstawowym składzie i prezentował bardzo dobrą formę. W 36 meczach zanotował 26 trafień, został królem strzelców Primera División i w dużym stopniu przyczynił się do utrzymania Racingu w hiszpańskiej ekstraklasie. W 2000 roku Ballesta dosyć niespodziewanie przeszedł do grającego w Segunda División Atlético Madryt. Zajął z nim czwarte miejsce w tabeli i z 20 bramkami na koncie został najlepszym strzelcem drugiej ligi.
Po sezonie Salva odszedł do Valencii. O miejsce w napadzie „Nietoperzy” rywalizował z takimi piłkarzami jak Miguel Ángel Angulo, Mista, Juan Sánchez Moreno, John Carew i Adrian Ilie. W trakcie rozgrywek 2002/2003 został wypożyczony do Boltonu Wanderers. W Anglii Ballesta jednak zupełnie zawiódł – wystąpił tylko w 6 pojedynkach i nie zdobył ani jednego gola. Od sezonu 2003/2004 Hiszpan reprezentował barwy zespołu Málaga CF. Zaliczył 19 trafień w 34 meczach, po czym po raz drugi w karierze trafił do Atlético Madryt, tym razem na zasadzie wypożyczenia.
W 2005 roku Salva podpisał kontrakt z Málagą i przeszedł do tej drużyny na zasadzie transferu definitywnego. W styczniu 2007 roku Ballesta został wypożyczony do beniaminka Primera División – Levante UD. W nowym klubie zadebiutował 4 lutego w wygranym 1:0 meczu przeciwko Realowi Madryt, kiedy to został autorem jedynej bramki. Latem 2007 roku wychowanek Sevilli powrócił do Málagi.
Pod koniec sierpnia 2009 roku Ballesta podpisał roczną umowę z drugoligowym Albacete Balompié.

## Kariera trenerska
Po zakończeniu kariery zawodniczej trenował Atlético Malagueño, rezerwy drużyny Málaga CF, w latach 2013–2015. Obecnie od 2017 roku prowadzi klub Real Jaén występujący w Segunda División B.

## Kariera reprezentacyjna
W reprezentacji Hiszpanii Salva Balesta zadebiutował 26 stycznia 2000 roku w wygranym 3:0 spotkaniu przeciwko Polsce, kiedy to trenerem Hiszpanów był José Antonio Camacho. Łącznie dla drużyny narodowej rozegrał 4 pojedynki, w których ani razu nie wpisał się na listę strzelców.